# Gastrimargus subfasciatus
Gastrimargus subfasciatus är en insektsart som först beskrevs av Wilhem de Haan 1842.  Gastrimargus subfasciatus ingår i släktet Gastrimargus och familjen gräshoppor. Inga underarter finns listade i Catalogue of Life.